# Sitio de Gijón (1936)
El 19 de julio de 1936, fraguándose la guerra civil española, la guarnición en Gijón de las fuerzas sublevadas quiso proclamar el estado de guerra en la ciudad. El sitio comenzó el 20 de julio y terminó el 21 de agosto con la victoria republicana. Los combates sucedieron principalmente en el Cuartel del Simancas, actual Colegio de la Inmaculada, que fue destruido.

## Antecedentes
El 19 de julio de 1936, la guarnición de Oviedo dirigida por el general Antonio Aranda se unió al Alzamiento Nacional y en pocas horas se adueñó de la ciudad casi sin resistencia tomando por sorpresa a las autoridades republicanas, formando un enclave rebelde defendido por 4000 hombres. Previo acuerdo, en reunión con los mandos de las fuerzas del Ejército, Guardia Civil y Guardia de Asalto, el coronel Antonio Pinilla, jefe del Regimiento de Infantería de Montaña Simancas n.º 40 en Gijón, sublevó el día 19 de julio a sus tropas en favor del bando sublevado, pero a diferencia de lo ocurrido en Oviedo, en Gijón los sublevados apenas llegaban a unos 600 combatientes.
La necesidad de tomar medidas rápidas tras el Alzamiento obligó a los rebeldes de Gijón y diluyó el factor sorpresa que había sido decisivo en Oviedo, pues la mañana del 19 de julio, el coronel Pinilla intentó sacar a la calle una compañía de soldados sin advertir que su jefe inmediato era un oficial leal a la República, causando una confusión dentro de sus propios mandos subalternos. Por tal motivo desde la tarde del 19 las autoridades republicanas advirtieron que algunos militares pretendían declarar el estado de guerra en apoyo del bando sublevado, por lo cual los partidos de izquierdas, sindicatos y federaciones y confederaciones anarquistas estuvieron alertadas antes del intento.

## El asedio
Cuando el coronel Pinilla declaró su adhesión a la revuelta en la mañana del 20 de julio y empezó a ocupar edificios públicos, se halló en gran inferioridad numérica ante las fuerzas leales a la República. En vista que las milicias de la UGT y CNT ya estaban armadas (aunque precariamente) desde el día anterior y estaban advertidas de una posible revuelta, era evidente que no existía factor sorpresa a favor de los sublevados, por lo cual numerosos soldados de la guarnición desistieron de secundar a Pinilla y se rindieron a las autoridades gubernamentales respaldadas por las milicias, quienes desde el inicio tenían una abrumadora superioridad numérica con la cual podían impedir todo intento de dominar la ciudad. 
Pronto los rebeldes quedaron en grave inferioridad numérica y concentraron su resistencia en el Cuartel de Simancas, llamado así por ser sede del Regimiento Simancas N° 40, donde resisten poco más de 350 hombres, y en el Cuartel del VIII Batallón de Zapadores que contaba apenas con 180 hombres. A pesar de que las milicias republicanas tienen escasas armas, cuentan con grandes cantidades de dinamita que lanzan contra el cuartel durante sus ataques. El mando republicano determinó entonces suprimir la rebelión en Gijón, importante puerto sobre el Mar Cantábrico, antes que concentrar esfuerzos en los rebeldes de Oviedo, por lo cual los esfuerzos principales de las milicias asturianas se concentraron en los ataques contra los Cuarteles del Ejército en Gijón durante más de un mes.
Debido a la escasez de armas suficientes entre los republicanos, los ataques frontales al Cuartel del Simancas les causaron numerosísimas bajas los días 22, 23 y 24 de julio, pero éstas eran compensadas con refuerzos. Con ello, los rebeldes realizaron alguna excursión exitosa en busca de víveres y medicamentos, a pesar de hallarse en un minúsculo enclave a docenas de kilómetros de las fuerzas propias, sin opción de ayuda rápida. 
Los rebeldes pronto se vieron faltos de comida suficiente, y sobre todo de agua, a pesar de lo cual la resistencia prosiguió. Se cree que Pinilla, fiado en la propaganda radiofónica del bando sublevado respecto del Alcázar de Toledo, esperaba también un inminente rescate por parte de tropas amigas, sin considerar que, a diferencia del Alcázar, el Cuartel del Simancas era un edificio proyectado como colegio que de ninguna manera estaba preparado para soportar un cerco prolongado. 

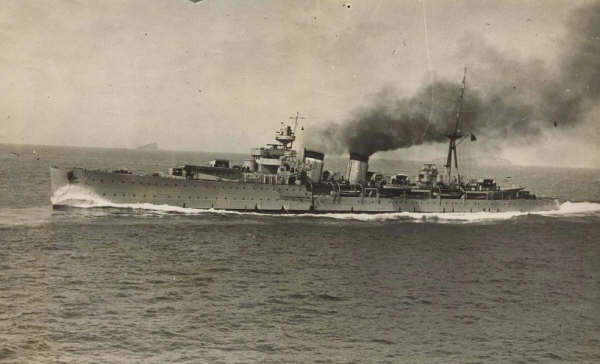
El crucero Almirante Cervera, que participó en la batalla.

Los ataques con dinamita, aunque causaban grandes bajas a los republicanos, provocaban también graves daños en el cuartel, junto con bajas que los rebeldes no podían compensar. El 29 de julio apareció ante Gijón el crucero Almirante Cervera, ya en poder del bando sublevado, pero sus cañoneos no bastaban para reducir los ataques al Cuartel del Simancas. El 1 de agosto se reinician los ataques de las milicias en Gijón hasta el día 5 y la aviación republicana bombardea el cuartel de los rebeldes el 2 de agosto, aumentando los daños. El 12 de agosto los milicianos de la República excavan un túnel subterráneo para tomar el Cuartel del Simancas definitivamente, combatiendo el día 15 contra los rebeldes que consiguen impedirlo.
Aunque el acorazado España y el destructor Velasco relevaron al crucero Almirante Cervera la marina del bando franquista no puede auxiliar eficazmente a la cada vez más reducida guarnición rebelde, carente de agua y comida, y atacada de nuevo los días 16 y 20 de agosto. Finalmente, el día 21 con apoyo de aviones y artillería las milicias logran entrar al Cuartel del Simancas y derrotan a los últimos defensores de la posición, ejecutando a los oficiales sobrevivientes.

## Consecuencias
A pesar de la derrota de los rebeldes en Gijón, el hecho que los mayores esfuerzos de las milicias se concentren en dicha ciudad (y contra una guarnición reducida) causó que los grandes ataques contra la guarnición sublevada de Oviedo (bastante más numerosa que la gijonesa) empezaran a mediados de agosto de 1936, con lo cual el avance de las tropas del bando sublevado desde Galicia pudo ganar tiempo para socorrer a Oviedo. De hecho, las tropas franquistas entrarían en Oviedo el 18 de octubre de 1936 pero no atacaron Gijón: este puerto fue tomado por los sublevados un año después, el 21 de octubre de 1937, cuando éste ya se había convertido en el último bastión republicano a orillas del Mar Cantábrico. Al Regimiento de Infantería de Montaña Simancas n.º 40 se le concedió la Cruz Laureada colectiva (máxima condecoración militar española para cuya concesión deben concurrir una serie de requisitos excepcionales que son sometidos al llamado juicio contradictorio).